# Tanytarsus norvegicus
Tanytarsus norvegicus är en tvåvingeart som beskrevs av Jean-Jacques Kieffer 1924. Tanytarsus norvegicus ingår i släktet Tanytarsus och familjen fjädermyggor.
Artens utbredningsområde är Northwest Territories, Kanada. Arten är reproducerande i Sverige. Inga underarter finns listade i Catalogue of Life.